# Isaac Babel
Pour les articles homonymes, voir Babel.
Isaac Babel (en russe : Исаа́к Эммануи́лович Ба́бель) est un écrivain soviétique, né à Odessa, dans l'Empire russe, le 30 juin 1894 (12 juillet dans le calendrier grégorien), fusillé le 27 janvier 1940 à Moscou,.

## Biographie
Isaac Babel est né dans une famille de commerçants juifs d'Odessa. En 1897, la famille s'installa à Nicolaïev, une petite ville à côté d'Odessa. En 1903 et 1905, Odessa connaît deux pogroms. Le pogrom de 1905, vu à travers les yeux d'un enfant, fera d'ailleurs l'objet de la nouvelle Histoire de mon pigeonnier… Il fréquente l'École de commerce d'Odessa, tout en étudiant parallèlement la religion juive. Il apprend ainsi à lire le yiddish et acquiert aussi une bonne maîtrise des langues étrangères, en particulier de la langue et de la littérature françaises. Flaubert et Maupassant sont les auteurs qui le marqueront le plus et ils auront une influence très forte et durable sur son style littéraire. Pendant deux ans, il se lance dans l'écriture, en français, avant de renoncer.
Ses études achevées, il se rend à Kiev puis à Pétrograd en 1915. Il y connaît une vie difficile et ses tentatives de se lancer dans la littérature sont autant d'échecs. À la fin 1916, il est remarqué par Maxime Gorki, qui publie ses premiers récits, mais qui lui conseille aussi d'abandonner quelque temps la littérature et « de courir le monde » pour engranger des impressions de la vie. Il soutient la révolution de Février 1917, puis la révolution d'Octobre, et s'engage dans l'Armée rouge en 1920.

« Et, sept années durant, de 1917 à 1924, je suis entré dans le monde. Pendant ce temps, j’ai été soldat sur le front roumain, puis j’ai travaillé à la Tchéka, au Commissariat du Peuple à l’Éducation, j’ai pris part aux expéditions de réquisition de nourriture en 1918, aux combats de l’armée du Nord contre Youdénitch, à ceux de la Ire armée de cavalerie, j’ai participé au comité de province d’Odessa, j’ai été responsable de publication de la 7e typographie soviétique d’Odessa, j’ai travaillé comme reporter à Pétersbourg et à Tiflis, etc. Je n’ai appris qu’en 1923 à exprimer mes idées de façon claire et pas trop longue. C’est alors que je me suis remis à écrire. »

— Isaac Babel, Autobiographie, novembre 1924,.
Dans son Autobiographie, Babel fait remonter son activité littéraire au début 1924, avec la publication de plusieurs de ses récits dans la revue LEF. Il participe à l'écriture de l'ouvrage collectif Les grands incendies (Большие пожары), un roman-feuilleton publié par le magazine Ogoniok en 1927. D'autres écrivains participent à l'écriture : Alexandre Grine, Leonid Leonov, Alexeï Novikov-Priboï, Konstantin Fedine, Alexis Tolstoï, Mikhaïl Zochtchenko, Véra Inber, Lev Nikouline, Boris Lavrenev. Le roman ne sortira sous forme d'un livre qu'en 2009, avec la préface de Dmitri Bykov.
À partir de juillet 1927, il passe une quinzaine de mois en Europe occidentale : Berlin, où il fait la connaissance d'Evguénia Khaïoutina-Gladun, qui devient sa maîtresse, puis en Belgique et en France. En 1928, son recueil de nouvelles Cavalerie rouge paraît en français.
Dans les années 1930, il est pris à partie à plusieurs reprises par différents critiques : c'est le début des Grandes Purges et beaucoup des connaissances de Babel sont arrêtées par le NKVD, exécutées ou disparaissent au Goulag,. Dans le contexte de l'instauration du « réalisme socialiste », l'écrivain se défend avec habileté et parvient à échapper au danger. En 1931, il renoue avec Evguenia, entretemps devenue la femme de Nikolaï Iejov alors en pleine ascension. En 1932 et 1935, Babel peut retourner en France. En septembre 1936, Iejov devient le chef du NKVD.
Mais en octobre 1938, Evguenia, la femme de Iejov, se suicide. En avril 1939, Nikolaï Iejov, déchu du NKVD, dénonce Babel durant sa détention comme ayant « dénigré Staline » en privé. Arrêté à son tour le 15 mai 1939, Babel « avoue » lui aussi, au bout de huit mois de détention, les « crimes » dont on l'accuse : « trotskisme, espionnage au profit de la France » « et de l'Autriche », et « liens avec la femme de l'ennemi du peuple Iejov ». Babel est condamné à mort le 26 janvier et fusillé le 27 janvier 1940 par le bourreau Vassili Blokhine. Sa mort ne sera annoncée à ses proches qu'en 1953. La date communiquée est fausse : on informe sa veuve qu'il est mort en détention le 17 mars 1941 sans préciser comment.
Ses cendres reposent au monastère Donskoï de Moscou, dans la même fosse commune que celles de son dénonciateur Iejov, fusillé peu de temps après lui. 
Son œuvre est interdite jusqu’à sa réhabilitation en 1954, au moment de la déstalinisation. Les manuscrits saisis lors de son arrestation n'ont jamais été retrouvés.

## Analyse des œuvres

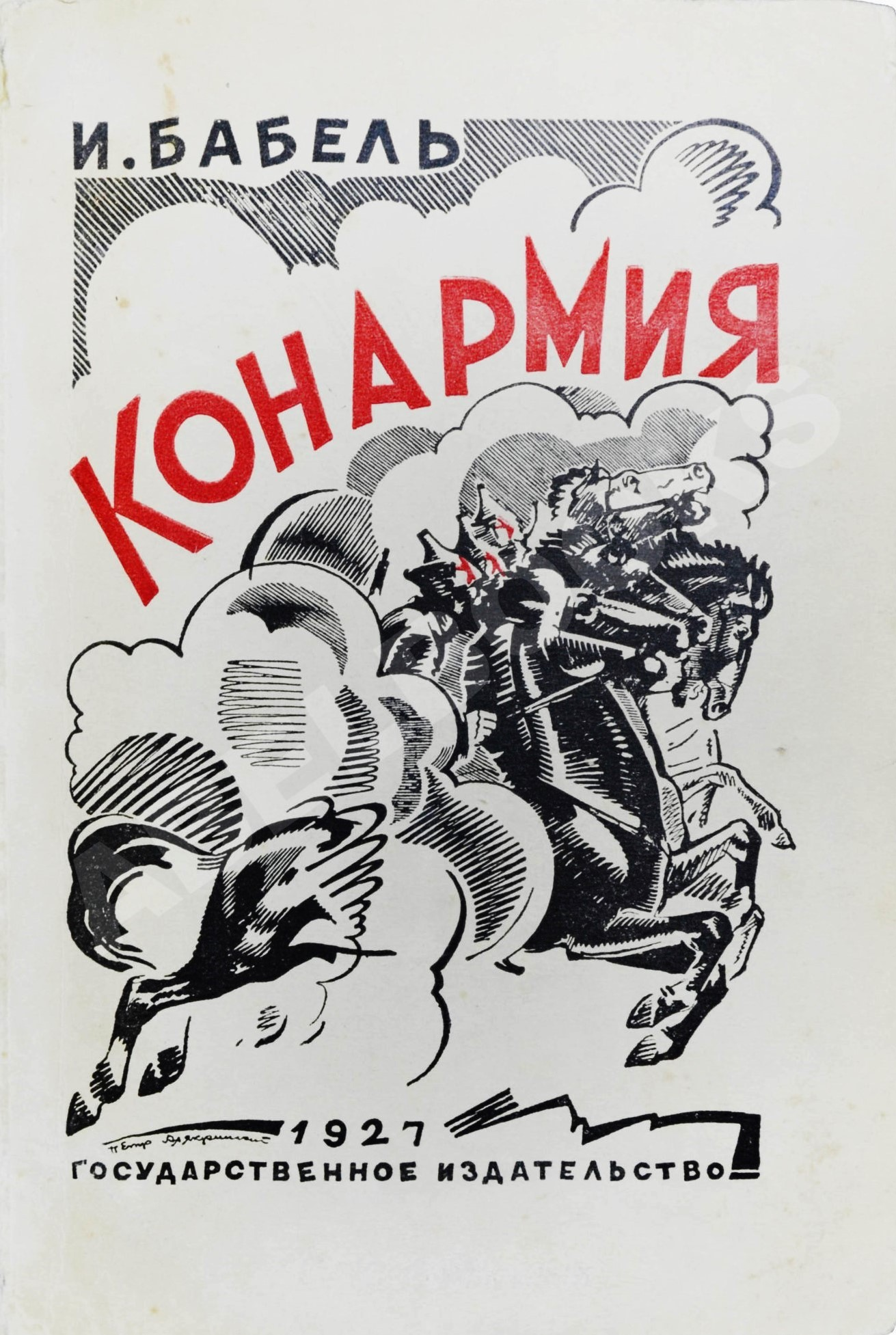
Première édition de Cavalerie rouge par Isaac Babel.

Isaac Babel est l’auteur d’une série de nouvelles regroupées dans Cavalerie rouge (Конармия), publié en 1926, récit sur sa participation comme correspondant de guerre, à la campagne de Pologne dans la Première Armée de cavalerie de Semion Boudienny en 1920, en pleine guerre civile. Il décrit des soldats courageux mais brutaux et incultes, dont le comportement rappelle celui des cosaques de l’ancien temps (ceux, par exemple, évoqués par Nicolas Gogol dans Tarass Boulba) et dont les convictions politiques sont assez floues. Les cavaliers de Babel sont capables de tuer pour la révolution, mais ils n’ont que des notions assez vagues de ce que le communisme devrait être ou peut devenir. Ce portrait sans concession ne fut pas du goût de Boudienny qui ne cessa d’accuser Babel de salir ses hommes. L'œuvre de Babel est alors jugée ambivalente, puisqu'il met au service de la cause révolutionnaire bolchévique un art de l'écriture concis, brillant, poétique et imagé, qui n'édulcore pas la réalité, tout en semblant justifier les crimes et les massacres commis par les bolcheviks (dans la nouvelle L'église de Novograd, il justifie l'assassinat du prêtre Romuald par le fait qu'il aurait été « déloyal » à l'égard du bolchévisme).   
Le narrateur, qui n’est pas sûr de son identité, rencontre dans la nouvelle intitulée Guedali un juif du shtetl qui lui propose de participer à une « Internationale des gens de cœur ». « La révolution, nous lui dirons oui, mais faut-il que nous disions non au shabbat ? » lui demande-t-il.
Babel est également l’auteur des Récits d'Odessa, écrits en 1927 et publiés en 1931, recueil de nouvelles décrivant avec ironie les petites gens, les bas-fonds et la pègre juive d’Odessa.
Selon Maurice Friedberg (d) en 2001, il essaya toute sa vie de « concilier en lui le Juif mi-sentimental mi-cynique, émancipé depuis peu des commandements du judaïsme orthodoxe, et le communiste orthodoxe et rigoriste qu’il était devenu ». Olivier Todd rapporte qu'André Malraux « appréci[ait] l'outrance de Babel, son exaltation allant jusqu'à la cruauté et même ses descriptions d'exécutions sommaires ».
En 2016, Maurice Friedberg (d) écrit : « Trop dilettante pour être un vrai bolchevik, trop artiste pour être un vrai stalinien, témoin trop précis d’un passé qu’il fallait réviser, Isaac Babel a vu quelques-uns des enfers de son siècle avec une fascination trouble et de tristes complaisances. Il resta cependant fidèle à lui-même dans son amour pour la Russie et dans sa judéité. »

## Citations
« Je suis un écrivain russe. Si je ne vivais pas dans le peuple russe, je cesserais d'être un écrivain, je serais comme un poisson hors de l'eau. »

## Œuvres
Le recensement précis des œuvres de Babel est difficile, en raison de leur forme d'abord (beaucoup de nouvelles, souvent publiées en revue, avant d'être réunies en recueil), de l'époque troublée (révolution russe) et de la fin tragique de l'écrivain. Bon nombre de ses œuvres sont posthumes. La production s'étale de 1913 avec la nouvelle Le Vieux Schloïmé à 1938. La publication de ses œuvres reprend en URSS à partir de 1962.

### Recueil de nouvelles
- Mes premiers honoraires, Gallimard, 1972
- Histoire de mon pigeonnier
- Journal pétersbourgeois
- Odessa
- Contes d'Odessa
- Récits odessites
- Cavalerie rouge
- Chroniques de l’an 18
- Journal de 1920
- Récits divers 1913-1927

### Théâtre
- Le Crépuscule
- Mise en scène à Paris par Bernard Sobel de la trilogie : Anton Tchekhov La Cerisaie (1904) - Isaac Babel Maria (1933) - Mikhail Volokhov Cache-cache avec la mort (1989)[26]
- Maria (de)

### Scénarios
- Benia Krik
- Les Étoiles vagabondes
- Le Moulin
- Et l'acier fut trempé
- Vieille place

### Reportages
- Reportages sur la Géorgie
- Reportages sur la France
- Portraits

### Autres
Quelques discours et entretiens, une brève autobiographie (écrite en 1924 et publiée en 1926), une correspondance, ainsi que quelques brouillons.

### Œuvres complètes en français
- Œuvres complètes (trad. Sophie Benech, et préface), Paris, Le Bruit du Temps, 2011 (1re éd. 2011), 1310 p. (ISBN 978-2-35873-034-1, présentation en ligne)  Sophie Benech parle de son travail de traductrice d'Isaac Babel[28] (2011).

#### Études
- Judith Stora-Sandor (d), Isaac Babel, l’homme et l’œuvre, Paris, Klincksieck, 1968
- Jerome Charyn, Sténo sauvage - La vie et la mort d’Isaac Babel, Mercure de France 2007
- André Malraux; Carnet d’URSS (1934),  Gallimard, 1934
- Vitali Chentalinski (en), La Parole ressuscitée : archives littéraires du KGB, Hachette 1994
- Efim Etkind, Georges Nivat, Ilya Serman et Vittorio Strada, Histoire de la littérature russe, t. 5 : Le XXe siècle. La Révolution et les années vingt, Paris, Fayard, 1988, 999 p. (ISBN 978-2-213-01960-4)
- Adrien Le Bihan, Isaac Babel : l'écrivain condamné par Staline, éditions Perrin, 2015.  (ISBN 978-2-262-04016-1)

#### Article
- B. La Richardais, « En mémoire d'Isaac Babel », Royaliste,‎ 9 février 2016, p. 10 (lire en ligne [PDF], consulté le 31 mai 2016)

#### Biographie illustrée
- Aleksandr Pavlenko et Camille de Toledo, Le Fantôme d'Odessa, Paris, Denoël Graphic, 2021, 224 p. (ISBN 9782207144336) Isabelle Carceles, « Le Fantôme d'Odessa redonne vie à l'écrivain fusillé Isaac Babel », RTS Culture,‎ 8 juin 2021 (lire en ligne, consulté le 16 septembre 2021).

### Filmographie
- Chris Marker évoque largement la mémoire d’Isaac Babel dans son film Le Tombeau d'Alexandre (1993) et donne la parole à ses proches.
- [vidéo] « Finding Babel, documentaire biographique », David Novack et Andrei Malaev-Babel, 2015, 88 min, Seventh Art Releasing (consulté le 31 janvier 2022)